# Henochilus wheatlandii
Henochilus wheatlandii és una espècie de peix de la família dels caràcids i de l'ordre dels caraciformes.

## Morfologia
- Els mascles poden assolir 41,3 cm de llargària total.[2]

## Alimentació
Menja plantes.

## Hàbitat
Viu en zones de clima tropical.

## Distribució geogràfica
Es troba a Sud-amèrica: conques dels rius Mucuri i Doce (Brasil).